# The Prophet: The Best Of The Works
The Prophet: The Best Of The Works es una recopilación de los mejores éxitos del rapero 2Pac en su estancia en Death Row Records. El disco fue lanzado 7 años después de su muerte, en 2003, e incluye canciones de sus álbumes All Eyez on Me, The Don Killuminati: The 7 Day Theory y Thug Life: Volume 1.

## Lista de canciones
1. "Only God Can Judge Me"
2. "Just Like Daddy"
3. "Me and My Girlfriend"
4. "Against All Odds"
5. "Tradin' War Stories"
6. "Skandalouz"
7. "2 of Amerikaz Most Wanted"
8. "To Live & Die in L.A."
9. "California Love"
10. "Pour Out a Little Liquor"
11. "Life of an Outlaw"
12. "All Eyes on Me"
13. "Wanted Dead Or Alive"
14. "Starin' Through My Rear View"

## Posiciones en lista
| Lista (2003)                      | Posición máxima |
| --------------------------------- | --------------- |
| Lista de álbumes de Francia       | 35              |
| Lista de álbumes de Nueva Zelanda | 40              |